# Kampong Prang
Kampong Prang es una comuna (khum) del distrito de Pea Reang, en la provincia de Prey Veng, Camboya. En marzo de 2008 tenía una población estimada de 5859 habitantes.
Se encuentra ubicada al sur del país, a escasa distancia de los ríos Mekong y Bassac, y de la frontera con Vietnam.